# Черчивенто
Черчивѐнто (на италиански: Cercivento; на фриулски: Çurçuvint, Чурчувинт) е село и община в Северна Италия, провинция Удине, автономен регион Фриули-Венеция Джулия. Разположено е на 607 m надморска височина. Населението на общината е 705 души (към 2010 г.).